# Cybaeus kiiensis
Espèce
Cybaeus kiiensis est une espèce d'araignées aranéomorphes de la famille des Cybaeidae.

## Distribution
Cette espèce est endémique de Honshū au Japon,. Elle se rencontre dans les préfectures de Mie et de Wakayama.

## Description
Le mâle holotype mesure 2,48 mm et la femelle paratype mesure 2,93 mm.

## Étymologie
Son nom d'espèce  lui a été donné en référence au lieu de sa découverte, les monts Kii.

## Publication originale
- Kobayashi, 2006 : Ten new species of the genus Cybaeus (Araneae: Cybaeidae) from central Honshu, Japan. Acta Arachnologica, vol. 55, no 1, p. 29-44 (texte intégral).